# Hill Cove
Hill Cove (en espagnol : Cerro Cove) est un village de la Grande Malouine situé au nord-ouest, sur le côté nord de Byron Sound (en). C'était la première colonie britannique établie au XIXe siècle.

## Caractéristiques
Le village surplombe Port Egmont sur l'île Saunders. Il est situé derrière le Mont Adams, qui l'abrite des vents du sud.
C'était l'une des premières colonies britanniques qui n'a été habitée en permanence que dans les années 1860. Il y a plusieurs maisons, dont un ancien dortoir pour les ouvriers agricoles masculins. Il possède également la seule forêt des îles Malouines, un bois qui a été planté dans les années 1880 et agrandi en 1925. Il y a un plus petit peuplement d'arbres sur Carcass Island.
Hill Cove est en fait composé de deux petites fermes ovines situées à 2,9 km l'une de l'autre. L'un d'eux est un village situé sur un plateau situé au pied de la montagne, et l'autre est un petit village et un quai et est situé sur la péninsule. Il dispose également d'un petit magasin et d'un aéroport pour les petits avions.

## Historique
Hill Cove a été fondée en 1882 par Robert Blake. En 1886, il plante pour la première fois des pins et des hêtres, créant jusqu'alors la seule forêt de tout l'archipel. Son intention fut soutenue par le gouvernement des îles Falkland qui, en 1925, envoya des forestiers planter des sapins.
La Falkland Islands Company (FIH Group (en)), a acquis toute la propriété, l'a divisée en 1988 en huit petites fermes et les a vendues à de nouveaux propriétaires. Aujourd'hui, les habitants sont engagés dans l'élevage de moutons et le tourisme.

## Galeríe

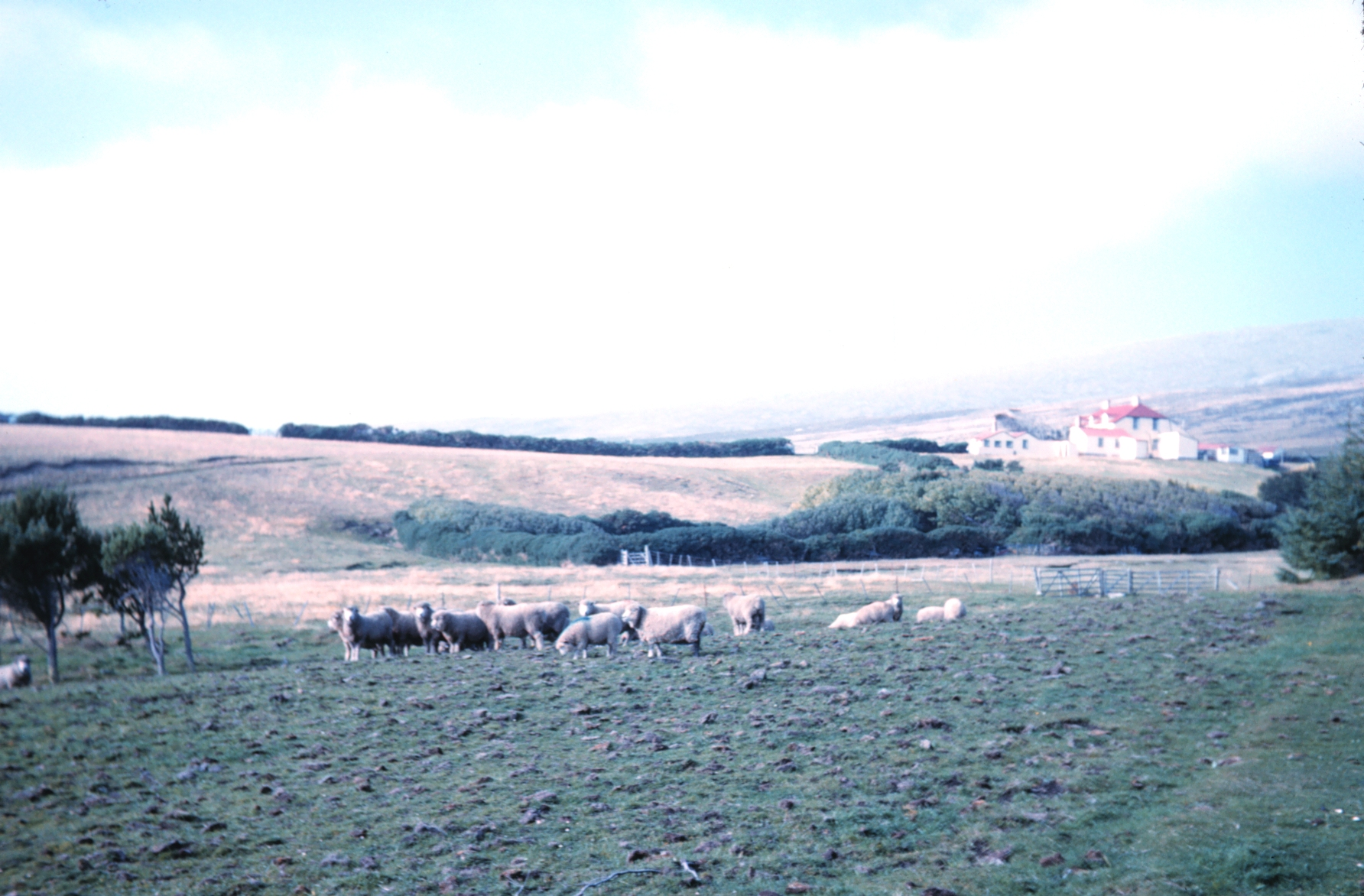
Pâturage des moutons
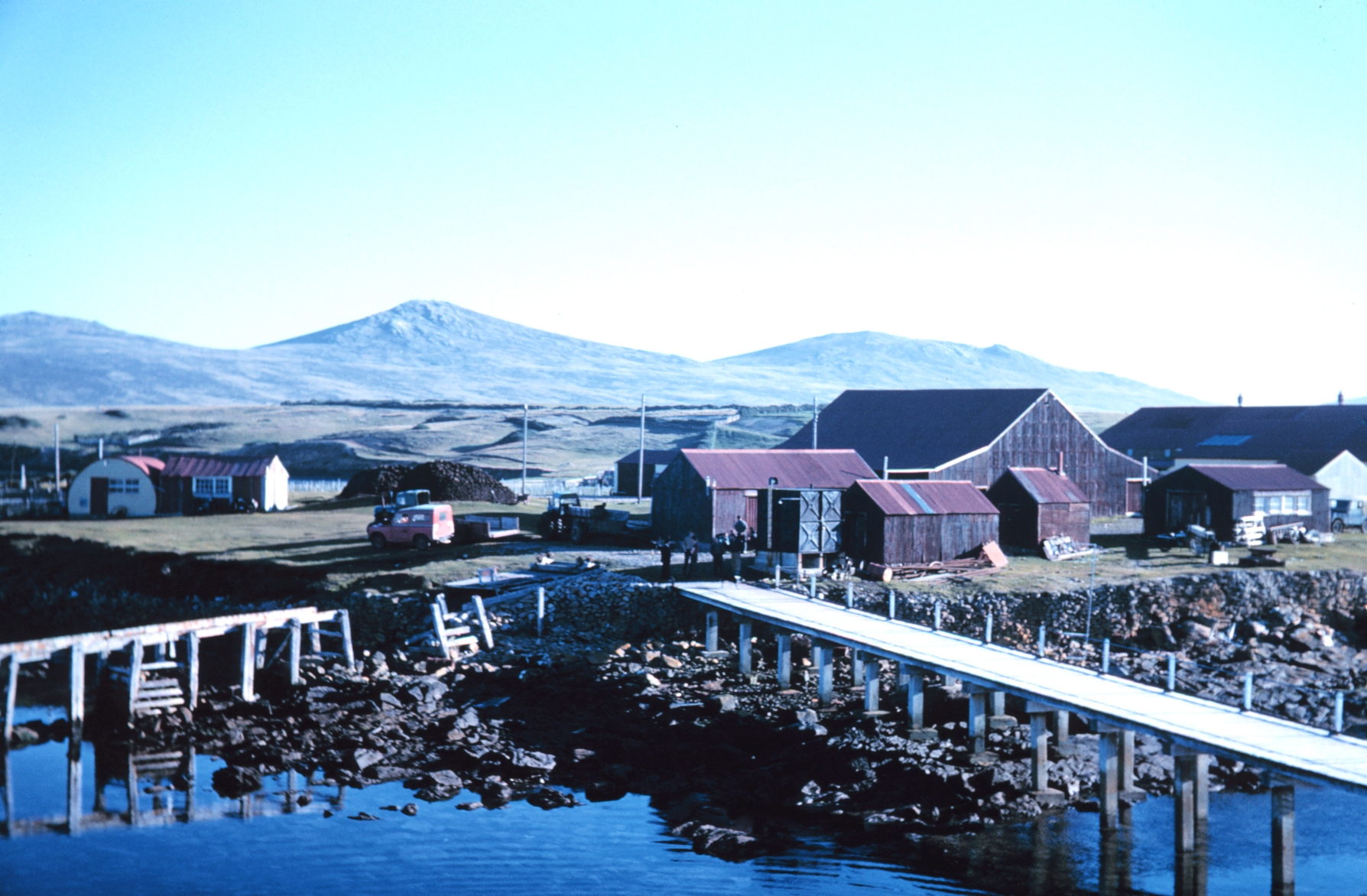
Habitations à Hill Cove